# Isleworth
Isleworth is een wijk in het Londense bestuurlijke gebied Hounslow, in de regio Groot-Londen.

## Geboren in Isleworth
- David Attenborough (1926), bioloog
- Herbie Flowers (1938-2024), musicus
- Keith Smith (1940-2008), jazztrompettist en -zanger
- John Marshall (1941-2023), drummer (onder meer Nucleus en Soft Machine)
- Sirima (1964-1989), zangeres
- Stuart Hayes (1979), triatleet

## Galerij

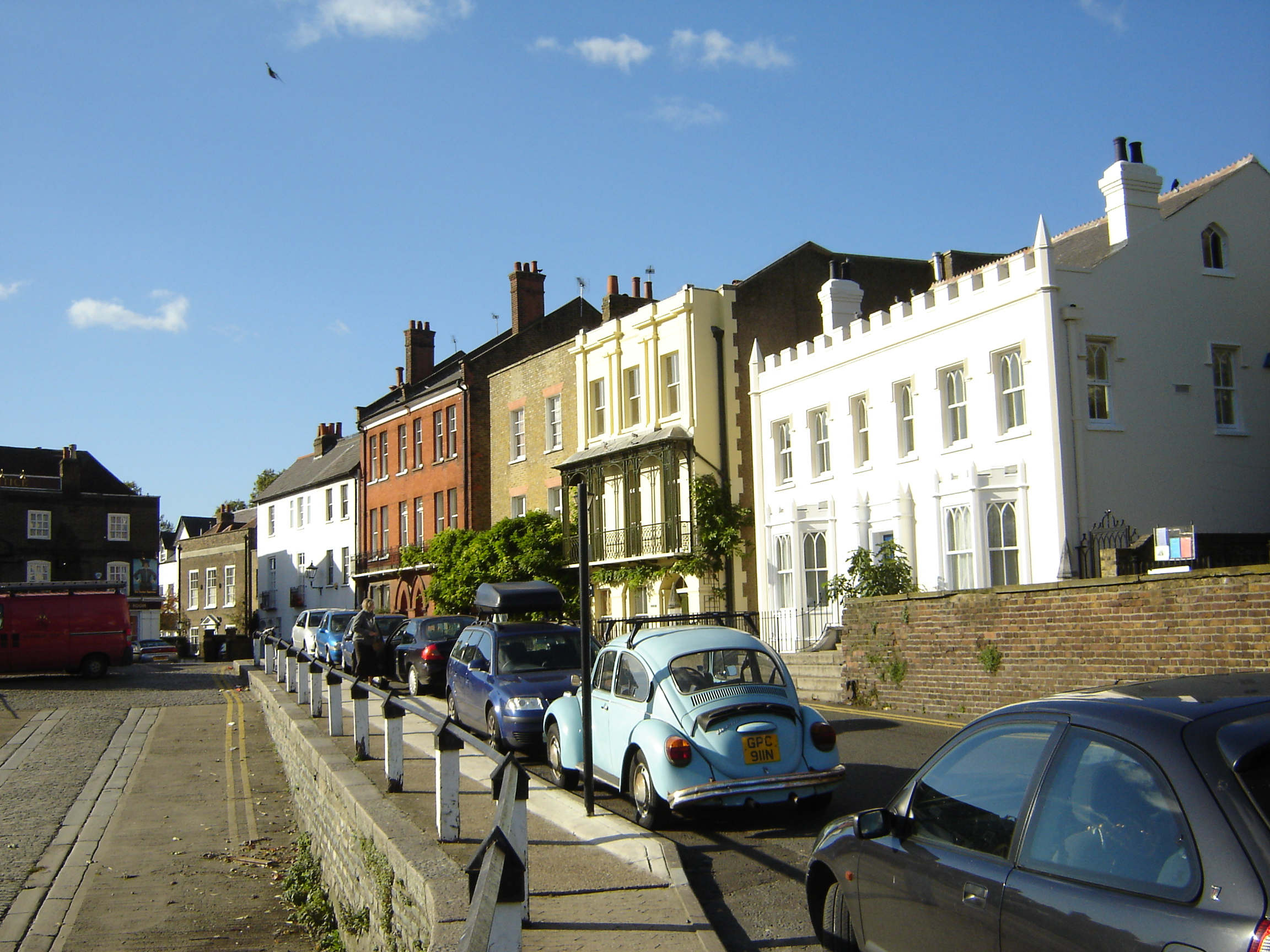